# Ronan (Montana)
Ronan es una ciudad ubicada en el condado de Lake en el estado estadounidense de Montana. En el Censo de 2010 tenía una población de 1871 habitantes y una densidad poblacional de 608,59 personas por km².

## Geografía
Ronan se encuentra ubicada en las coordenadas 47°31′43″N 114°6′3″O / 47.52861, -114.10083. Según la Oficina del Censo de los Estados Unidos, Ronan tiene una superficie total de 3.07 km², de la cual 3.07 km² corresponden a tierra firme y (0%) 0 km² es agua.

## Demografía
Según el censo de 2010, había 1871 personas residiendo en Ronan. La densidad de población era de 608,59 hab./km². De los 1871 habitantes, Ronan estaba compuesto por el 61.3% blancos, el 0.43% eran afroamericanos, el 26.99% eran amerindios, el 0.48% eran asiáticos, el 0.05% eran isleños del Pacífico, el 0.64% eran de otras razas y el 10.1% pertenecían a dos o más razas. Del total de la población el 4.7% eran hispanos o latinos de cualquier raza.